# Malá vysokoškolačka
Malá vysokoškolačka (v anglickém originále Little Girl in the Big Ten) je 20. díl 13. řady (celkem 289.) amerického animovaného seriálu Simpsonovi. Scénář napsal Jon Vitti a díl režírovala Lauren MacMullanová. V USA měl premiéru dne 12. května 2002 na stanici Fox Broadcasting Company a v Česku byl poprvé vysílán 16. prosince 2003 na stanici ČT1.
Hlavní dějovou linku epizody vybral Jon Vitti – Líza potkala dvě dívky, které se domnívaly, že je studentkou vysoké školy. Dílčí dějová linka byl připsána na přání scenáristického týmu seriálu, který chtěl, aby byl od hlavní dějové linky naprosto odlišný. V epizodní roli se v tomto díle objevuje trojnásobný laureát ceny U.S. Poet Robert Pinsky, hraje sám sebe. Při prvním odvysílání zhlédlo díl přibližně 6,8 milionů diváků a jeho rating jej umístil na 40. místo v pořadech toho týdne. Poté, co byl 24. srpna 2010 díl vydán na záznamových zařízeních, získal různá hodnocení od kritiků.

## Děj
V tomto díle se Líza zpřátelila s dvěma studentkami vysoké školy. Poté, co byl bodnut moskytem z hračky vyrobené v Číně, se Bart nakazil „panda virem“, a aby nikoho dalšího nenakazil, byl uzavřen v plastové bublině.
Líza zjistila, že propadá z tělesné výchovy. Pak se přihlásila do gymnastického kroužku s trenérem Lugashem. Tam jí dodala odvahy vize ducha Johna F. Kennedyho, s vyšším sebevědomím a s velkou hlavou, která ji umožnila perfektní vyvážení, Líza úspěšně absolvovala tancem se stuhami. Líza také v kroužku potkala dvě dívky a spřátelila se s nimi, při pohledu na jejich fraktály a parkovací karty si uvědomila, že jsou to studentky vysoké školy „s malými gymnastickými těly“. Odvezly Lízu domů a ta se v rámci udržení vztahu s těmito dívkami chovala jako studentka vysoké školy. Dívky ji pozvaly na čtení poezie Roberta Pinskyho a Líza začala nosit baret.
Mezitím se Bart, bodnutý čínským moskytem, který byl ukryt v hračce, v Krustysaurovi, nakazil „panda virem“. Jako prevenci před nákazou ostatních Dr. Dlaha umístil Barta do plastové bubliny. Bart měl problémy si zvyknout na život v bublině, ale Dlaha zdůrazňoval, jak normálně by se měl cítit. Měl problémy s jídlem, Homer jej vykoupal pomocí toho, že naplnil bublinu pomocí hadice vodou a Barta v bublině roloval okolo domu. Líza, která se snažila udržet dvojí život, přišla na čtení poezie bývalým laureátem ceny U.S. Poet Robertem Pinskym v noci, zatímco přes den šla do druhé třídy základní školy. Během toho, co navštěvovala Sprinfieldskou univerzitu, byla spatřena Milhousem, Martinem a Databasem; viděli ji, jak odjížděla na kole pryč od školy. Na hodině o animovaném filmu Itchy & Scratchy Milhouse odhalil Lízino krytí, a ona tak přišla o kamarádky z vysoké školy.
Líza se snažila přesvědčit Homera a Marge o tom, že se pro ni vysoká škola hodí, ale ti ji neposlouchali. Řekli jí, že vysoká škola není místo pro ni. Líze se také posmívali všichni přátelé ze základní školy a rovněž školník Willie, říkajíce jí, že je pro ně „moc vysokoškolská“. Mezitím si Bart zvykl na svoji bublinu, což mu získalo mnoho popularity. Bart řekl Líze, že by mohla získat své přátele zpět: musí však udělat žert na ředitele Skinnera. O den později inspektor Chalmers udělil Seymouru Skinnerovi parkovací stání. Zatímco Martin fotografoval Skinnera pózujícícho vedle obřího čokoládového dortu v polyesterových šatech, Bart naroloval Lízu (v plastikové bublině) na okraj střechy školní budovy. Později ji postrčil přes okraj, a ta tak spadla přímo do dortu, který tak rozstříkla okolo i na Skinnera. Líza tak získala své přátele zpět, Bart však byl paranoidní z toho, že je poprvé za několik dní venku ze své bubliny. Vlezl do střešní ventilace a ta ho vcucla dovnitř.

## Produkce
Díl s názvem Malá vysokoškolačka napsal producent Jon Vitti a režírovala Lauren MacMullanová. Námět dílu pochází od Vittiho, který navrhl díl, ve kterém se Líza setká s dívkami, které se domnívají, že je studentkou vysoké školy. Díl byl poprvé odvysílán na televizní stanici Fox ve Spojených státech dne 12. května 2002. Jean shledal, že námět dílu byl „brilantní“ a vedlejší dějová linka zahrnující Barta v „bezinfekční“ plastové bublině byla koncipována jako „nejvíce odlišná dějová linka od [...] dějové linky intelektuální“. Scéna v epizodě ukazuje Lízu mluvící k Bartovi na větvi stromu v zahradě jejich domu. Bart říká: „Nevěřila bys, jak nádherně vypadá ten západ slunce.“ Na to Líza odpovídá: „To není západ slunce, to je hořící pták.“ Původně měla Lízina odpověď znít „[...] to je hořící letadlo“, nicméně po útocích z 11. září byla tato scéna změněna. „[...] od doby, kdy pracujeme tak daleko dopředu, snažíme se o nadčasové příběhy,“ řekl Jean, „ale jednou za čas je tu něco, z čeho se ironie stane špatným způsobem, pak jsme nuceni toto změnit. “

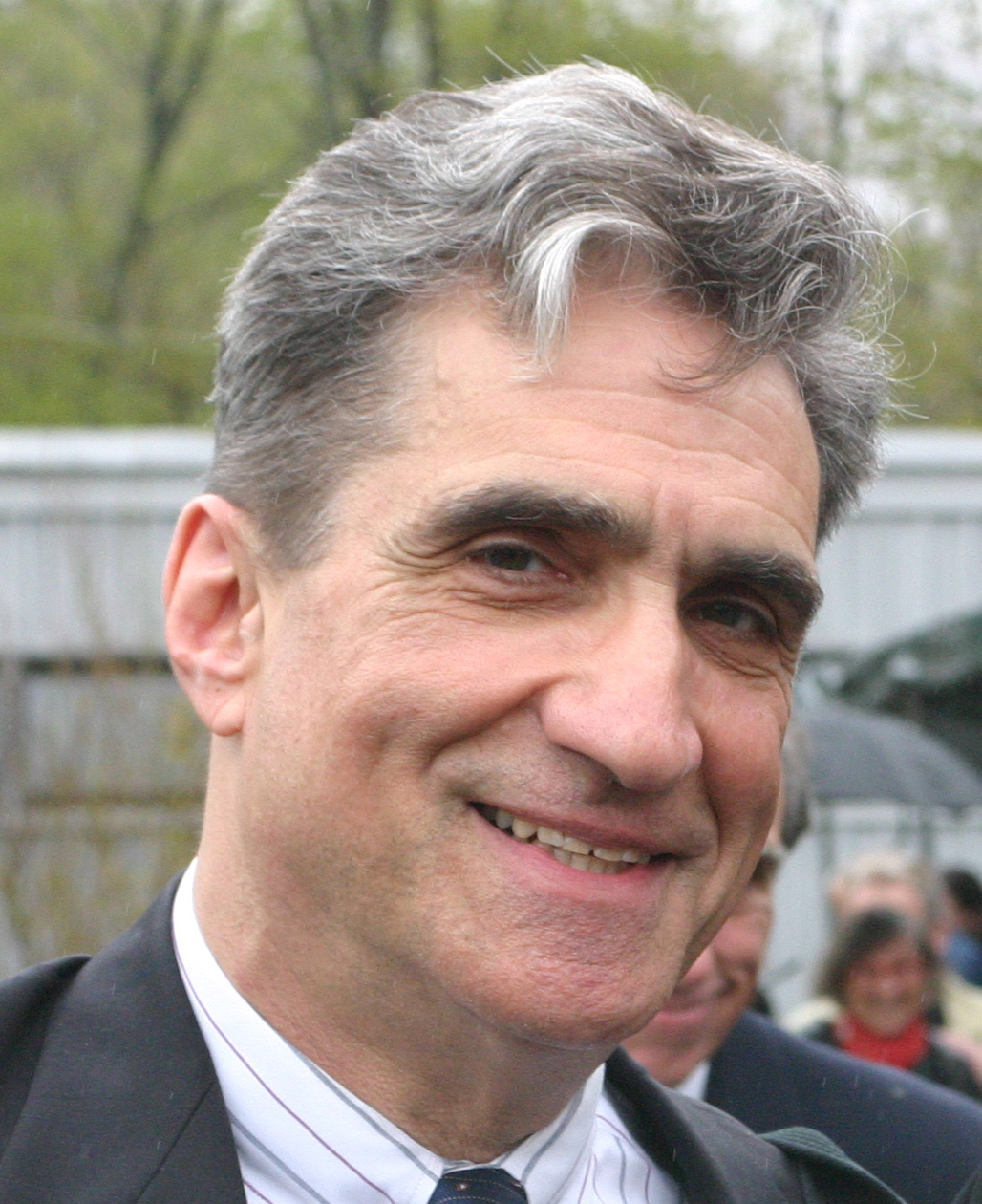
Robert Pinsky (2005)

Díl kresleného seriálu Itchy & Scratchy s názvem Máslo z mrtvých byl dle Jeana, „úplnou improvizací“ režisérky MacMullanové. Obvykle je scénář dílu příliš „úzký“, než aby existoval jakýkoliv prostor pro improvizaci, ale MacMullanová získala výjimku, protože její improvizace „se vždy ukázaly báječné“. Autoři přišli s názvem karikatury a jeho „námětem“ nicméně „cesta smrti s pomocí různého druhu trávení“ byly „nápady Lauren MacMullanové“. Část dílu, ve kterém čte Pinsky báseň, byla „velmi obtížně připravená“, protože animátoři v té době neměli přístup k počítačům. Jeden z diváků čtení poezie byl navržen po Mattu Warburtonovi z týmu scenáristů.
V tomto díle se role sebe sama zhostil bývalý laureát ceny za poezii Robert Pinsky. Pinsky byl vybrán jako hostující hvězda z toho důvodu, že autoři dílu chtěli pro Lízu intelektuální vzor a protože věděli, že Pinsky je fanouškem seriálu, v rozhovoru v časopise Time se zmínil, že obdivuje scenáristy seriálu Simpsonovi. Ve zvukovém komentáři k DVD s dílem Pinsky uvedl, že na natáčení dílu do nahrávacích studií v Los Angeles letěl 10. září 2001 a po útocích z 11. září tam na čtyři dny uvízl. Po útocích nelétala žádná letadla. Pinsky si však svůj pobyt v LA užil; „[Ian Maxtone-Graham] a lidé z produkce seriálu Simpsonovi na mě byli velmi milí,“ Také řekl: „Jednou z věcí, které pro mě štáb udělal, bylo, že mě pozval ke prvnímu čtení další epizody [...] čtvrtek 13. [...] Vzpomínám, že každý se smál jako blázen. [...] Bylo to opravdu dobré. Lidé prostě šli do práce a všichni se hodně smáli.“
Pinsky uvedl, že se při nahrávání svého dialogu cítil „skutečně nešikovný“. Řekl: „Mezi mými přáteli jsem zábavný. V kontextu Dana Castellanety […] to znělo jako katastrofický film a přišel jsem si jako postava hraná Susan Haywardovou.“ Báseň, kterou Pinsky čte v dílu, byla vybrána scenáristy seriálu Simpsonovi, Pinsky řekl: „Báseň obsahuje dva vtipy, a když říkám vtipy, tak nemám na mysli vtipné poznámky. Je to spíš jako vtip o optikovi, papežovi a zebře, kteří šli do baru, a na konci je pointa.“ Také uvedl, že báseň byla „elegie pro mého přítele, který má rád vtipy“. Dodal, že vystoupení v seriálu mu dalo „mnohem více prestiže“ při návštěvě středních a vysokých škol. V tomto díle se jako profesor Springfieldské univerzity také objevil Karl Wiedergott.

## Kulturní odkazy
Vedlejší dějová linka dílu se zakládá na televizním filmu z roku 1976 The Boy in the Plastic Bubble (Lenny v jedné scéně dílu nazývá Barta Bubliklukem, což je název remaku původního filmu z roku 2001, název remaku v češtině je však jiný, v češtině je film z roku 2001 nazván Bubliňák). V tomto filmu je chlapec, který se narodil s nesprávně fungujícícm imunitním systémem, uzavřen do života v podmínkách inkubátoru. V jedné z přednášek, které se Líza zúčastnila, je promítán díl kresleného seriálu Itchy & Scratchy pod názvem Máslo z mrtvých. Přednáška je odkazem na univerzitní přednášky, kde jsou promítány díly seriálu Simpsonovi. Brána do Springfieldské univerzity byla volně inspirována břečťanovou branou na Harvardově univerzitě. V díle je také parodována britská anarcho-punková skupina Chumbawamba, když Homer zpívá vlastní verzi jejich písně „Tubthumping“.